# 美洲家蠊
為族群龐大的有翅蟑螂。在美國和熱帶地區，美洲蟑螂是普遍常見的生物，甚至在全球各地也能發現牠的蹤影，人類把這情形歸咎於商業船運的密切往來。
美國北部（如紐約）、加拿大的中南部（如多倫多）和東南部（如蒙特婁）以及中国南方也都曾有目擊到美洲蟑螂，且幾乎發生在靠近人類的居住區域，有人認為這是因為牠們無法適應戶外的寒冷天氣，才擁向人群居住的溫暖地方去。
美洲蟑螂是蟑螂裡面族群最大也最常見的種類。雖然此物種的建立位於美國南方，命名則和美洲有關，但人類相信這種蟲起源於非洲。這種蟲常被人類視為害蟲，因為牠會入侵人類的住處尋求庇護和尋找食物，或偷吃食物。
基因组已在2018年完成测序。

## 特徵
美洲蟑螂的成蟲平均可身長4公分左右。 牠們全身紅褐色，並在頭部和身體之間隔著一條略黃色的邊緣。美洲蟑螂的若蟲除了沒有翅膀外，其餘和成蟲相似。
這種蟲具迅速移動的能力，通常一有人進入其周圍，便猛衝亂竄，並且可穿梭自如地鑽入小的裂縫去。 牠們被認為是可跑最快的昆蟲種類之一。
在加州大學柏克萊分校1991年进行的一場實驗裡，發現美洲蟑螂爬行的速度可達每小時5.4公里，每秒能够爬行约为其身長50倍的距离，相當於人類每小時前行330公里。
幼虫可以断肢再生。

### 棲息地
美洲蟑螂通常喜歡住在潮濕的地方，但若是在接近水的乾燥地區，牠們仍然可以正常存活。牠們喜好在溫度約29℃左右的環境生活，並且無法忍受冰冷低溫的環境。在人們居住的區域，美洲蟑螂常窩在地下室和下水道之類的陰暗地方，當天氣溫暖時，有時牠們會跑出庭院等戶外來透氣。地下室、可供爬行的空間、門廊地板的裂縫以及大樓外的走道，都能輕易見到牠們的蹤跡；各式各樣的植物性和動物性物質，都可以成為牠們的食物來源。

### 生命週期
雌蟑螂会繁殖出卵鞘，並將之附於腹部後端，一端突出體外持續約兩天後脫離母體，之後卵鞘通常被放置在隱藏的地方。
卵鞘約0.9公分長，呈棕色囊狀。約6到8個星期，未發育成熟的小蟑螂們就會從卵鞘裡冒出，並花費6到12個月的時間來長大成蟲。一般成蟲的蟑螂可活到一年（六月～四年）之久，這時間足以夠母蟑螂生孕後代，每隻母蟑螂一年平均可產150隻小蟑螂。

## 用途

### 康复新液
康复新液是中国的一种新型中成药，号称通利血脉、养阴生肌，为养殖美洲大蠊的提取物做成。此药常用于治内外创伤和溃疡，由此带来的美洲大蠊养殖产业体量可谓巨大，有小农民参与，也有养殖六十亿只的大厂参与。按1998年标准，此物的一大组分是各种氨基酸，尤其是丙氨酸。动物实验中报告的药理作用多种多样。2024年又有研究说，其中的肌苷有抗炎退热作用。
1968年开始，李树楠受白族传统医药启发，开始研究蟑螂药用。1978年开始研究美洲蟑螂，并开发移除过敏原和治病物的方式。1985年研制成功，获省级奖项。现在养殖蟑螂有良好农业规范标准。

## 画廊

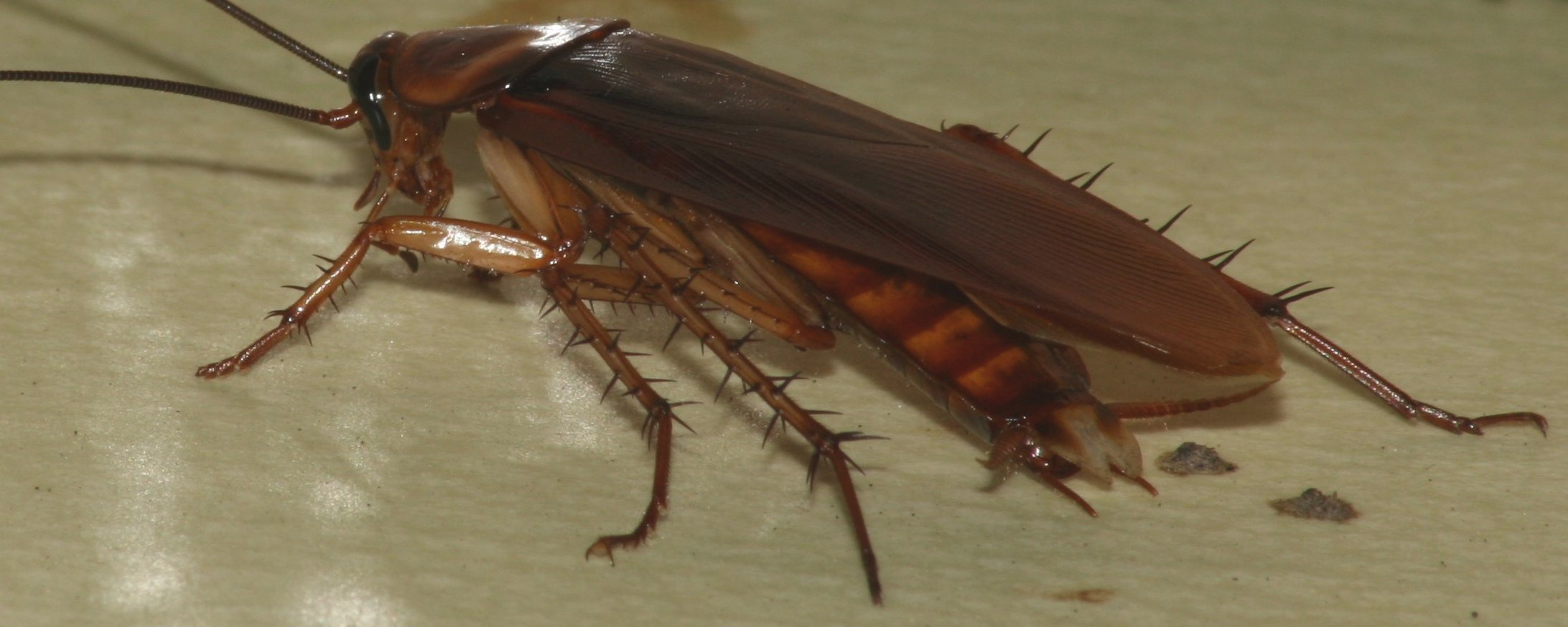
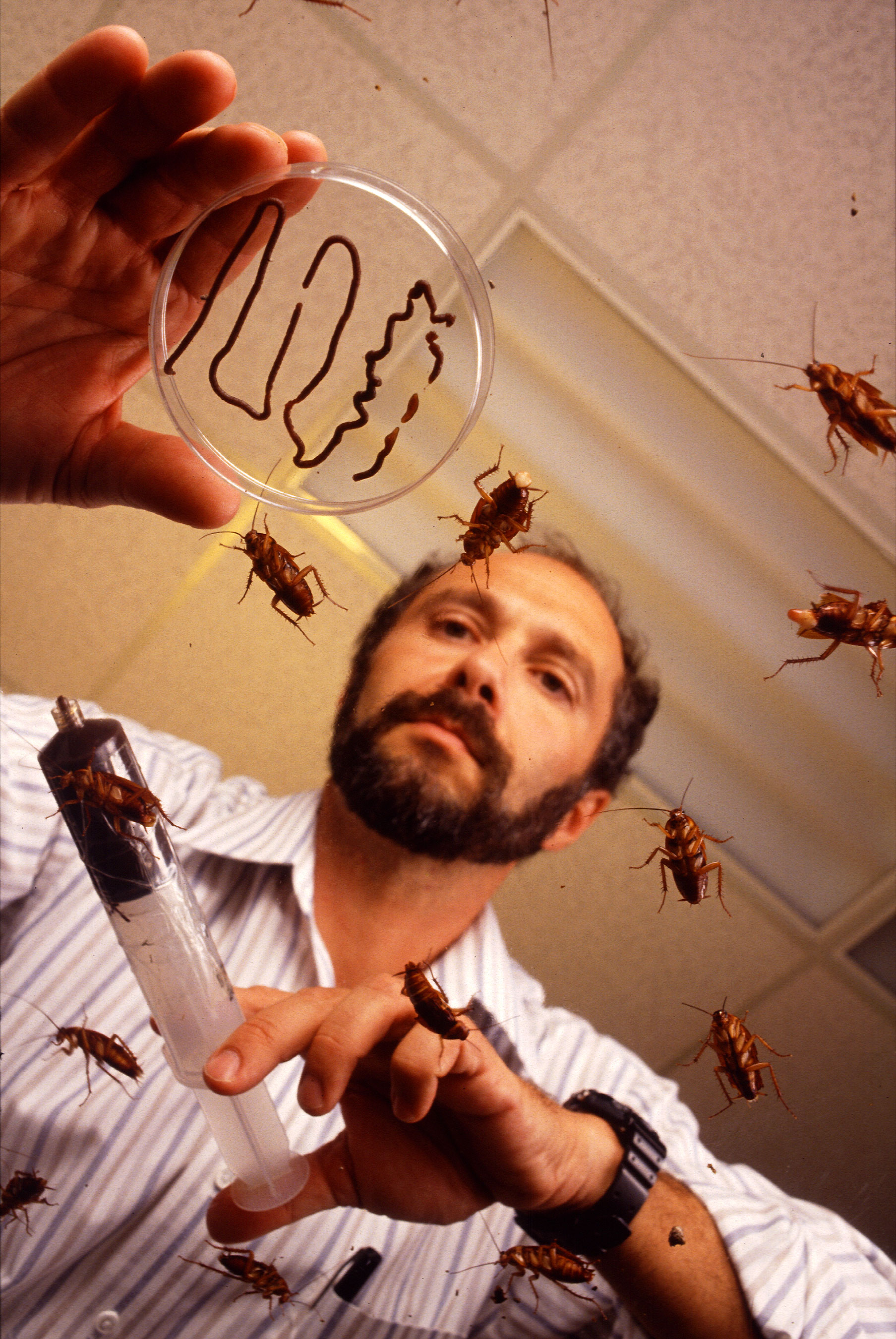
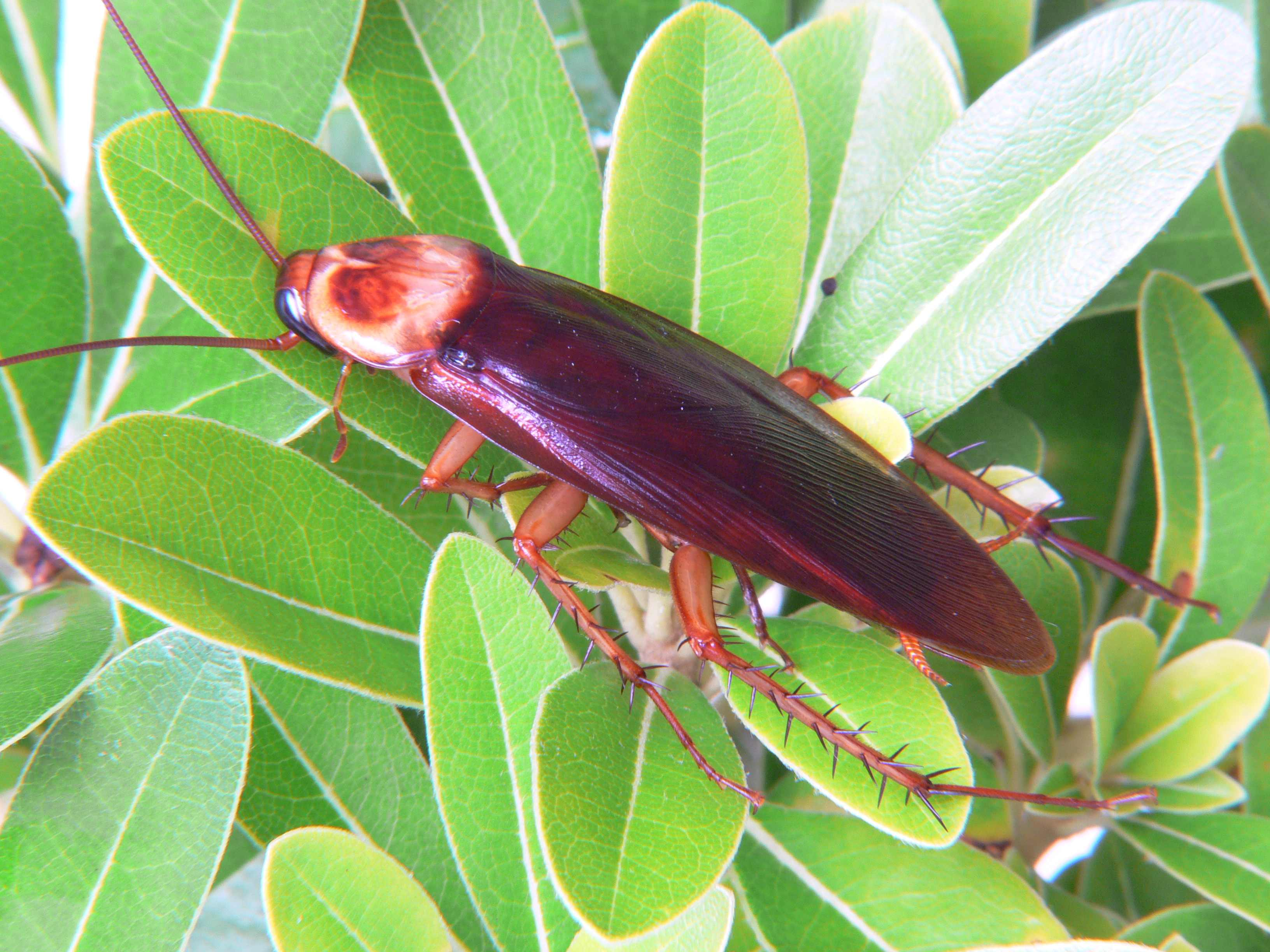
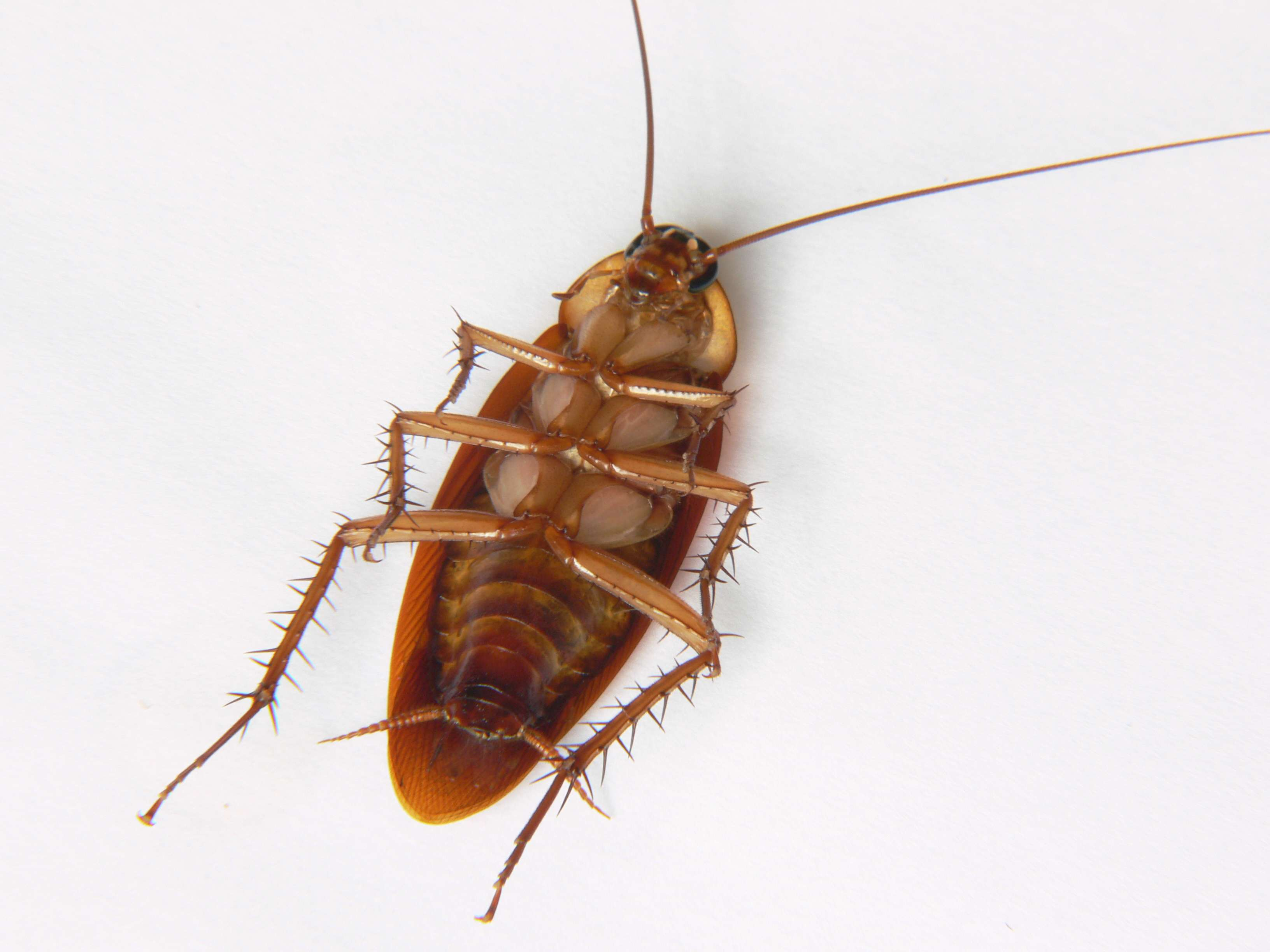
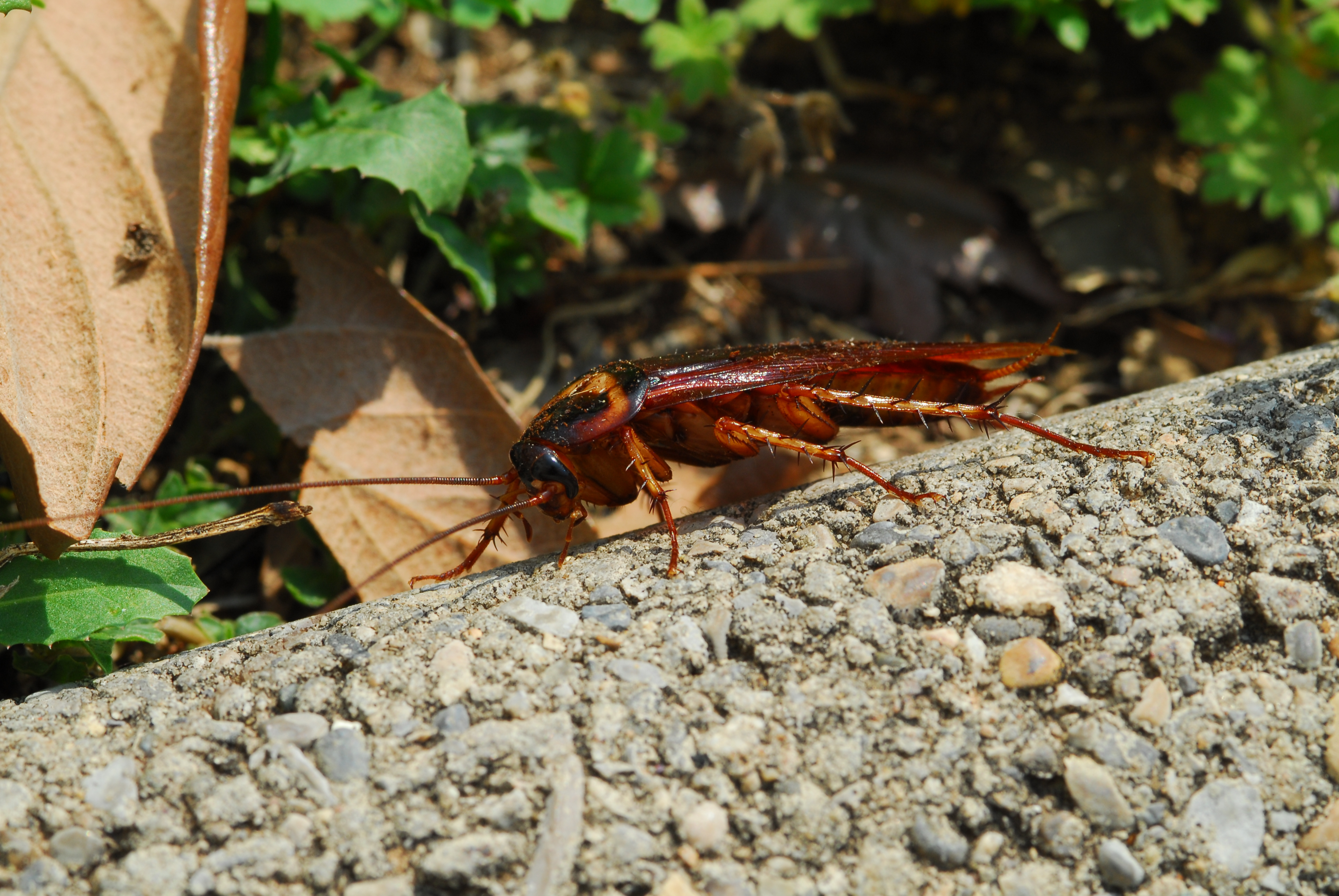

## 外部連結
- An Ohio State University Entomology article on the American Cockroach
- Gallery of cockroaches （页面存档备份，存于）
- Order Blattodea, Exploring California Insects
- American Cockroach （页面存档备份，存于） — Virginia Cooperative Extension